# Anne Brorhilker

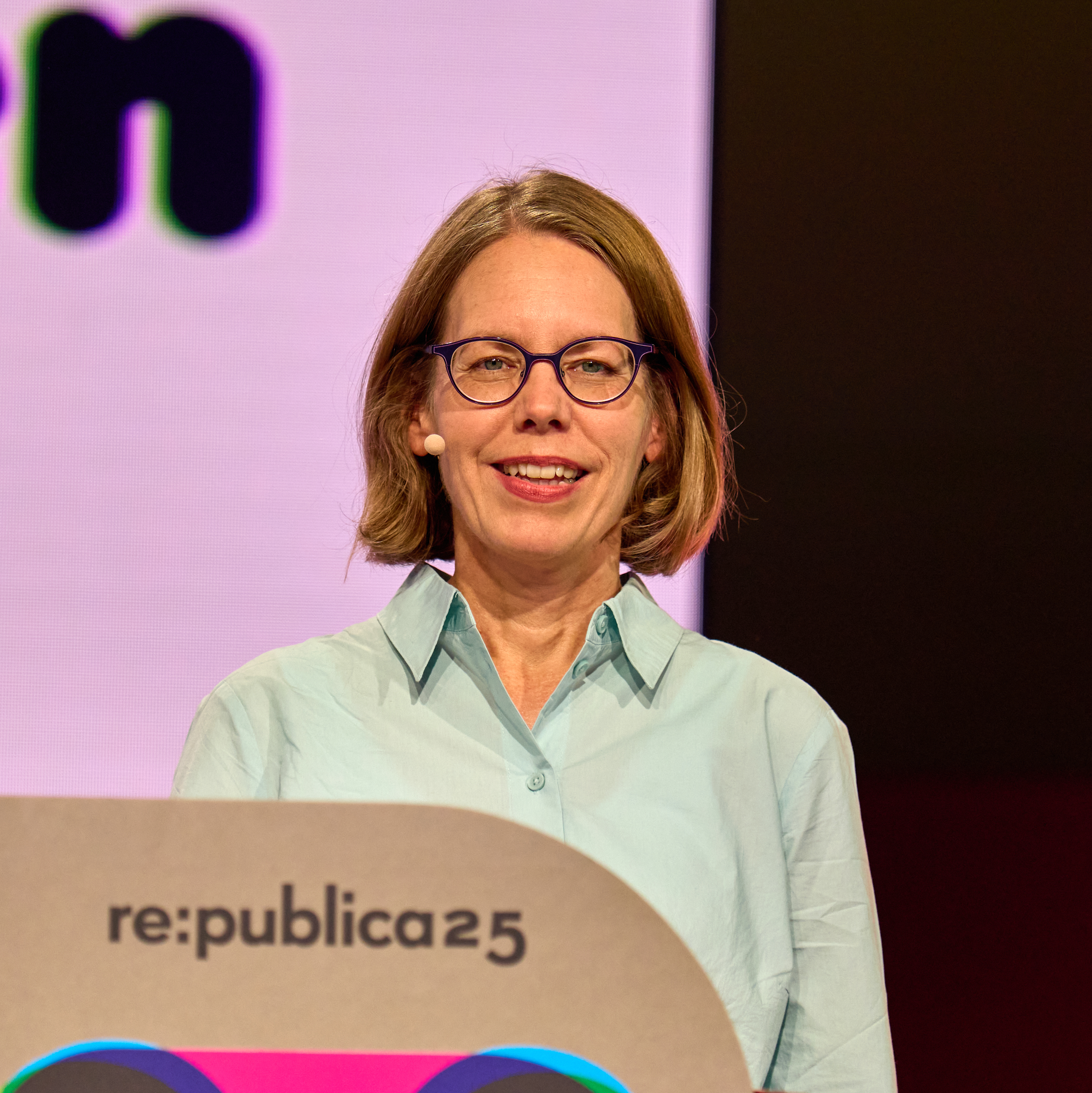
Anne Brorhilker (2025)

Anne Brorhilker (* 30. Juli 1973) ist eine deutsche Juristin. Sie war Oberstaatsanwältin bei der Staatsanwaltschaft Köln  und erlangte durch ihre Ermittlungen zum Cum-Ex-Steuerbetrug internationale Bekanntheit. Im April 2024 beantragte sie wegen ihrer Zweifel am politischen Willen zur Aufklärung des Steuerskandals die Entlassung aus dem Beamtenverhältnis. Seither ist sie Co-Geschäftsführerin der Bürgerbewegung Finanzwende.

## Leben
Anne Brorhilker studierte ab 1993 Rechtswissenschaft an der Universität Bochum, wo sie auch ihr erstes juristisches Staatsexamen ablegte. Daran schloss sich ein Rechtsreferendariat in Dortmund an. Nach dem zweiten Staatsexamen im Sommer 2002 war sie bei der Staatsanwaltschaft Köln tätig, wo sie 2009 in die Schwerpunktabteilung zur Bekämpfung von Steuerhinterziehung wechselte.

## Cum-Ex-Ermittlungen

### Ermittlungen und nennenswerte Gerichtsverfahren
Brorhilkers Ermittlungen zum Cum-Ex-Betrug begannen im Sommer 2013. Sie arbeitete gemeinsam mit dem Landeskriminalamt in Düsseldorf an den Fällen. Am 14. Oktober 2014 ließ sie mit großem Fahndungserfolg eine weltweite Razzia durchführen. Dabei wurden 130 Gebäude in 14 Ländern durchsucht. Handelsblatt und Capital urteilten, sie habe die Aufklärung anfangs „quasi im Alleingang“ vorangetrieben.
Im Jahr 2017 wurde sie Abteilungsleiterin der Steuerabteilung mit dem Schwerpunkt Cum-Ex-Verfahren.
Basierend auf Brorhilkers Ermittlungen begann im Jahr 2019 der Musterprozess in Sachen Cum-Ex. Vor dem Landgericht Bonn wurde erstmals die Frage verhandelt, ob die Geschäfte illegal seien. Zwei Kronzeugen sagten in diesem Verfahren aus. Im Frühjahr 2020 stellte das Landgericht in seinem Urteil fest, dass die Praxis von Cum-Ex strafbar sei, und verurteilte die beiden Angeklagten. Der Bundesgerichtshof folgte dem Landgericht in seiner Einschätzung und stellte 2021 höchstrichterlich fest, dass Cum-Ex strafbare Steuerhinterziehung darstellt. Brorhilker war nicht bereit, mit gerichtlicher Zustimmung auf die Anklageerhebung zu verzichten und Ermittlungsverfahren mit Geldauflagen gemäß § 153a StPO einzustellen, was Banken angeregt hatten. Von den Verfahren gegen bundesweit 1800 Beschuldigte liefen im August 1700 unter ihrer Leitung. Bis Ende 2023 führten alle bereits erfolgten Anklagen zu Schuldsprüchen.
Im März 2021 wurde Brorhilker zur Hauptabteilungsleiterin der Hauptabteilung H befördert, die aus vier Abteilungen zur Bearbeitung der Cum-Ex-Fälle bestand. Anfang März 2022 ließ sie die Büros von Barclays und Merrill Lynch, im Mai 2022 die von Morgan Stanley durchsuchen. Im Juli 2022 klagte sie Christian Olearius, ehemals Sprecher der Gesellschafter der Warburg-Bank, an.
Im Oktober 2024 stellte Olearius Strafanzeige gegen Brorhilker, die ihn als Staatsanwältin angeklagt hatte. Sie habe unter anderem „vorsätzlich und bewusst unvollständige und falsche Sachverhalte zur Grundlage ihrer Anklagen“ gegen ihn gemacht. Wenige Monate zuvor war das Verfahren gegen Olearius wegen schweren Steuerbetrugs vom Landgericht Bonn wegen verschiedener Herzerkrankungen und hohen Blutdrucks eingestellt worden.

### Herausforderungen während der Ermittlungen
Ihre Ermittlungen waren verschiedenen Herausforderungen ausgesetzt, darunter fiel auch die fehlende Zusammenarbeit unter den Behörden. So wurde im Verfahren vor dem Landgericht Bonn öffentlich, dass das Bundesministerium der Finanzen und die Bundesanstalt für Finanzdienstleistungsaufsicht (BaFin) seit einer Gesetzesänderung im Jahr 2009 über eine Liste mit 566 potentiellen Cum-Ex-Betrügern verfügten, welche das Ministerium der Oberstaatsanwältin jedoch vorenthielt. Stattdessen mussten sie und ihr Team die Täter eigenständig recherchieren. Des Weiteren verfügten die Interessenvertretungen der Banken und Cum-Ex-Profiteure über ein ausgeprägtes Lobbynetzwerk zur Beeinflussung des Bundesfinanzministeriums.
Im Jahr 2016 stieß Brorhilker anlässlich von Untersuchungen der Warburg-Bank auf eine Nähe zwischen Finanzindustrie und Politik. Steuerrückforderungen in Höhe von 47 Millionen Euro des Hamburger Finanzamts wurden gegenüber der Bank fallengelassen. Dabei stellte sich auch die Frage möglicher politischer Beeinflussung durch Olaf Scholz, den damaligen Ersten Bürgermeister von Hamburg. Zur Klärung wurde ein Untersuchungsausschuss eingesetzt.
Im Dezember 2021 schickten Anwälte der Warburg-Bank dem Hamburger Cum-Ex-Untersuchungsausschuss mehr als 100 Fragen an Oberstaatsanwältin Brorhilker, die von der Süddeutschen Zeitung als ein Angriff auf ihre Glaubwürdigkeit und Befähigung eingeschätzt wurden. Einige der Fragen betrafen die Häufigkeit ihrer Treffen mit den Autoren der ARD-Dokumentation Der Milliardenraub – Eine Staatsanwältin jagt die Steuermafia und die Absprachen mit Vorgesetzten zu dieser Dokumentation, weiter ihre Kontakte zu Politikern, zum Beispiel Fabio De Masi.
Im August 2023 hatten Mitglieder des Hamburger Cum-Ex-Untersuchungsausschusses NRW-Justizminister Benjamin Limbach (Grüne) öffentlich vorgeworfen, die Aufklärung der Warburg-Affäre und der Rolle des damaligen Ersten Hamburger Bürgermeisters Olaf Scholz zu verschleppen. Akten und Beweismittel aus den Ermittlungen waren in Köln angefordert worden. Nach mehr als einem Jahr lagen diese immer noch nicht vor. Limbach schob die Verantwortung auf die Leitung der Kölner Staatsanwaltschaft. Limbach persönlich habe deshalb Daten in Köln durch eigene Mitarbeiter kopieren lassen. In einem internen Bericht soll Anne Brorhilker der Darstellung Limbachs widersprochen haben. Die Unterlagen hätten dem Ministerium längst vorgelegen. Claus Ott (Süddeutsche Zeitung) kommentierte am 10. Oktober 2023, Limbach mache im Fall Cum-Ex genau das, was er nicht tun sollte: die Arbeit von Staatsanwaltschaften beeinflussen.

### Entmachtungsstreit
Im September 2023 gab es einen Streit um die „Entmachtung“ Brorhilkers. Das Handelsblatt stellte dar, dass Brorhilker brieflich ihren obersten Dienstherrn, Justizminister Benjamin Limbach (Grüne), kritisiert habe, weil er ihr die Hälfte der Staatsanwälte wegnehmen wolle, mit denen sie die Aufklärung vorangetrieben habe. Nach heftiger Kritik von Oppositionspolitikern und Experten und einer Petition der Lobbyorganisation Finanzwende auf WeAct vollzog Limbach eine Kehrtwende und stellte vier neue Staatsanwälte ein, sprach Beförderungen aus, behielt die Arbeitsstruktur der Abteilung bei und verbesserte die Zusammenarbeit mit anderen Behörden. Brorhilker hatte schon seit Langem mehr Personal gefordert. Ihr direkter Vorgesetzter, der gerade von Limbach eingesetzte Leitende Oberstaatsanwalt Stephan Neuheuser, nach Angaben des Handelsblatts ohne Erfahrung mit Cum Ex, soll die Aufspaltungspläne für die Abteilung aus Effizienzgründen zur Beschleunigung der Verfahren unterstützt haben, verlor aber die Unterstützung des Ministers. Die Behauptung des Ministers, von den Umstrukturierungsplänen der Abteilung nichts gewusst zu haben, wurde bezweifelt. Anwaltskreisen zufolge ging es Brorhilker um die genaue Aufklärung, welche Banken und Börsenhändler welche Schuld auf sich geladen hätten, um dann den finanziellen Schaden für die Gemeinschaft größtmöglich auszugleichen. Dagegen sei es vielen Banken aber lieber, „schnelle Deals zu machen, um glimpflicher davon zu kommen“. Auch der Staat sei eher an kleinen schnellen Einnahmen als an späten großen Einnahmen interessiert.

### Wechsel zur Bürgerbewegung
Am 22. April 2024 kündigte sie ihren Rückzug aus der Justiz an. Sie stellte einen Antrag zur Entlassung aus dem Beamtenverhältnis zum 31. Mai 2024. Gegenüber dem WDR kritisierte sie, dass die Justiz zu schwach aufgestellt sei:
Es komme, so Brorhilker, „oft dazu“, dass Beschuldigte, die über erhebliche finanzielle Mittel verfügten, sich „aus den Verfahren schlicht rauskaufen können“, obwohl solche „Deals wenig lukrativ“ für den Staat seien, da der Staat oft nicht einmal die Hälfte der Summe bekomme, die ihm zustehe. Die Großen lasse man laufen, die Kleinen hänge man, sagte Brorhilker. Zudem gibt es laut Brorhilker mit Cum-Ex-Nachfolgemodellen weiterhin Steuerdiebstähle. Grund seien fehlende Kontrollen bei Banken und auf den Aktienmärkten. Sie sehe die Kölner Staatsanwaltschaft dennoch prinzipiell gut aufgestellt, auch ohne ihre Leitung die bestehenden Cum-Ex-Fälle aufzuarbeiten. Die Lösung des Problems liege darin, so Brorhilker, mehr Personal in der Strafverfolgung einzusetzen und eine bundesweite zentrale Behörde zur Bekämpfung von Finanzkriminalität zu gründen, die auch Steuervergehen verfolge. Ihre Entscheidung für den Wechsel zur Bürgerbewegung verglich sie mit der eines Arztes, nicht mehr länger einzelne Kranke zu behandeln, sondern in die Forschung zu gehen, um „eine Therapie zu entwickeln, das Übel quasi an der Wurzel zu fassen.“

### Rezeption
Die Welt urteilte, dass eine Beamtin nach Jahrzehnten im Staatsdienst ihren Abschied einreicht, sei an sich schon ein ungewöhnlicher Vorgang. „Dass der Westdeutsche Rundfunk ihr zu diesem Anlass ein ausführliches Interview einräumt, ist ein Signal fast schon zeitgeschichtlicher Relevanz.“ Brorhilker nutzte es für eine Art letzter Abrechnung. Mischa Erhard (Deutschlandfunk) kommentierte, der Weggang Brorhilkers zu einer Bürgerbewegung und ihre bittere Bilanz angesichts des größten Steuerraubs aller Zeiten durch bandenartige Strukturen der organisierten Kriminalität aus Rechtsanwälten, Bankmitarbeitern und Finanzberatern sei ein Armutszeugnis für deutsche Politik und ein Weckruf. Auch der noch umfangreichere Schaden durch Cum Cum sei noch nicht aufgearbeitet. Das Handelsblatt schrieb, Brorhilkers Weggang nähre erneut Zweifel am politischen Willen zur Aufklärung dieses größten deutschen Steuerskandals; es gebe ein „systemisches Problem“. Marcus Jung (FAZ) merkte an, es sei ein offenes Geheimnis gewesen, dass die Zahl der Kritiker Brorhilkers in Düsseldorf zuletzt gewachsen sei. Ein Gespräch mit Limbach habe angestanden, sie „drohte, an Einfluss zu verlieren“. Brorhilker gehe mit ihrem Schritt ein hohes materielles Risiko ein; sie verliere ihre Pensionsansprüche als Beamtin. Entlassene Beamte des Landes Nordrhein-Westfalen erhalten kein Altersgeld, sondern werden ausnahmslos in der gesetzlichen Rentenversicherung nachversichert.

### Bürgerbewegung Finanzwende
Brorhilker wurde Co-Geschäftsführerin für die Bürgerbewegung Finanzwende; sie wurde somit Mitglied der nun vierköpfigen Finanzwende-Geschäftsführung um Gründer Gerhard Schick und übernehme die Leitung des Bereichs Finanzkriminalität. Schick nannte den Wechsel Brorhilkers zur Bürgerbewegung eine „Kampfansage an Finanzkriminelle und ihre Unterstützer.“ Ihre Entscheidung müsse „ein Weckruf sein, die Verfolgung von Finanzkriminalität endlich zur politischen Priorität in Deutschland zu machen.“
Dem entgegen soll laut Kabinettsbeschluss zum Bürokratieentlastungsgesetz IV für Banken die Aufbewahrungsfristen für Buchungsbelege und Rechnungen auf acht Jahre verkürzt werden. Ohne Belege wäre dann weder eine Anklage noch Steuerrückforderungen möglich. Entsprechend der Verjährungsfrist von 15 Jahren für schwere Steuerhinterziehung müssten daher die Aufbewahrungsfristen auf 15 Jahre erhöht werden. Anne Brorhilker hat daher im September 2024 mit Campact eine Petition mit dem Ziel gestartet, dass der Bundestag Ende September 2024 dem Gesetzentwurf die Zustimmung verweigert. Andernfalls könnten Banken legal Beweismittel vernichten. Das Gesetz wurde am 26. September 2024 im Bundestag angenommen, allerdings gilt die verkürzte Aufbewahrungsfrist "für Personen und Gesellschaften, die der Aufsicht der Bundesanstalt für Finanzdienstleistungsaufsicht unterliegen, erst mit einer Verzögerung von einem Jahr". "„Die Einschränkung dient dem Zweck, laufende Cum-Ex-Ermittlungsverfahren durch die als bloße Entbürokratisierungsmaßnahme intendierte Verkürzung der Aufbewahrungsfristen nicht zu beeinträchtigen oder zu erschweren“, heißt es dazu."

### Mögliche Ermittlungen gegen Brorhilker
Im Mai 2025 wurde bekannt, dass die Staatsanwaltschaft Aachen prüft, ob ein Anfangsverdacht gegen die ehemalige Oberstaatsanwältin vorliegt. Hintergrund sind Aussagen des Cum-Ex-Kronzeugen Kai-Uwe Steck, der behauptet, Brorhilker habe ihm bei einem Treffen am 10. März 2021 interne Informationen der Staatsanwaltschaft Köln übermittelt.  Diese Informationen sollen später in einem Artikel der Süddeutschen Zeitung vom 17. März 2021 verarbeitet worden sein. Brorhilker bestreitet die Vorwürfe und verweist auf einen Gesprächsvermerk, demzufolge Stecks damaliger Anwalt bereits vor dem Treffen über die Sachlage informiert war.

## Auszeichnungen und Rezeption
2021 wurde Brorhilker von Bloomberg unter die „50 Most Influential People“ in der Kategorie Finance gewählt. Im selben Jahr wurde Brorhilkers Verfahren vor dem Bundesgerichtshof in Sachen Cum-Ex mit dem Most Important Court Case of the Year Award des Magazins Global Investigations Review prämiert. Die Frankfurter Allgemeine Zeitung beschrieb sie als die „mächtigste Staatsanwältin in Deutschland“. Der frühere Justizminister Peter Biesenbach bezeichnete Brorhilker als „das Gehirn und die treibende Kraft“ der Ermittlungen.
Konrad Duffy, Referent zur Verhinderung von Finanzkriminalität bei der Nichtregierungsorganisation Finanzwende, urteilte, sie habe sich „in einen extrem komplexen Skandal akribisch eingearbeitet“. „Andere Staatsanwälte hätten die Ermittlungen womöglich schnell gegen ein paar Vergleichszahlungen von Banken eingestellt, aber dann wären die genauen Details der Verwicklungen der Finanzindustrie nie ans Licht gekommen.“ Der Strafrechtler Thomas Fischer beurteilt die Tätigkeit und das öffentliche Auftreten Brorhilkers kritisch.
2024 erhielt Brorhilker den emotion award der Frauenzeitschrift emotion in der Kategorie „Frau der Stunde“.
In der Fernsehserie Die Affäre Cum-Ex ist die Figur der Lena Birkwald, gespielt von Lisa Wagner, von Brorhilker inspiriert.

## Zitat
„Ich war immer mit Leib und Seele Staatsanwältin, gerade im Bereich von Wirtschaftskriminalität, aber ich bin überhaupt nicht zufrieden damit, wie in Deutschland Finanzkriminalität verfolgt wird. Da geht es oft um Täter mit viel Geld und guten Kontakten; und die treffen auf eine schwach aufgestellte Justiz. Und dann kommt es eben oft dazu, dass sie sich aus den Verfahren schlicht herauskaufen können. … Es birgt die Gefahr, dass die Allgemeinheit das Vertrauen in den Rechtsstaat verliert.“